# Dylan Cozens
Dylan Cozens (né le 9 février 2001 à Whitehorse, dans le territoire du Yukon au Canada) est un joueur professionnel canadien de hockey sur glace.

## Biographie

### Carrière en club
Ayant grandi au Yukon, Cozens se développe dans un milieu où le niveau sportif est assez bas. Le Yukon n'ayant produit que deux joueurs de la LNH, Peter Sturgeon et Bryon Baltimore, au moment où Cozens grandit, ce dernier joue déjà dans des ligues amateurs seniors alors qu'il n'a que douze ans. Pour cette raison, sa famille décide de déménager en Colombie-Britannique alors que Dylan est âgé de quatorze ans. Cette décision est entre autres causée par une blessure causé par les différences physiques entre Cozens et les adultes contre qui il joue à Whitehorse. Désormais installés à Delta où il est entrainé par Jaroslav Svejkovský, qui connait déjà la famille. Il est repêché au 19e rang par les Hurricanes de Lethbridge durant le repêchage bantam de la LHOu. Ses débuts juniors lui permettent de remporter le trophée Jim-Piggott remis à la meilleure recrue. En prévision du repêchage d'entrée dans la LNH 2019, il est classé comme cinquième meilleur espoir nord-américain. Ceci le place dans une position où il pourrait devenir le premier Yukonnais repêché au premier tour d'un repêchage de la LNH. Ceci ce confirme lorsqu'il est choisi au septième rang par les Sabres de Buffalo. Le 15 juillet 2019, il signe son premier contrat professionnel. Celui-ci est une entente de trois ans avec Buffalo.
Il fait ses débuts professionnels avec l'équipe lors de la saison 2020-2021. Il dispute son premier match le 14 janvier 2021 alors que les Sabres inaugure une saison retardée par la pandémie de Covid-19 contre les Capitals de Washington. Il marque alors son premier point dans la ligue avec une assistance sur le but de Tobias Rieder.
Le 7 février 2023, l'attaquant de 21 ans signe une prolongation de contrat de sept ans avec les Sabres. Ce pacte lui vaudra 49,7 millions $, pour une valeur annuelle moyenne de 7,1 millions $. Le 7 mars 2025, il est échangé aux Sénateurs d'Ottawa en compagnie de Dennis Gilbert et d'un choix de repêchage contre Joshua Norris et Jacob Bernard-Docker.

### Carrière internationale
Il représente le Canada au niveau junior.

## Statistiques

### En club
| Saison     | Équipe                           | Ligue      |                   | Saison régulière  | Saison régulière  | Saison régulière  | Saison régulière  | Saison régulière  |                   | Séries éliminatoires | Séries éliminatoires | Séries éliminatoires | Séries éliminatoires | Séries éliminatoires |
| Saison     | Équipe                           | Ligue      | PJ                | B                 | A                 | Pts               | Pun               | PJ                | B                 | A                    | Pts                  | Pun                  |                      |                      |
| 2013-2014  | Whitehorse Mustangs Bantam A     | Bantam     | 12                | 8                 | 5                 | 13                |                   |                   |                   |                      |                      |                      |                      |                      |
| 2014-2015  | Whitehorse Mustangs Bantam A     | Bantam     | 23                | 9                 | 9                 | 18                | 0                 |                   |                   |                      |                      |                      |                      |                      |
| 2015-2016  | Delta Hockey Academy Bantam Prep | CSSBHL     | 25                | 19                | 12                | 31                | 18                | 3                 | 5                 | 1                    | 6                    | 0                    |                      |                      |
| 2015-2016  | Cougars de Cariboo               | BCMML      | 2                 | 1                 | 1                 | 2                 | 0                 | -                 | -                 | -                    | -                    | -                    |                      |                      |
| 2016-2017  | Yale Hockey Academy Prep         | CSSHL      | 30                | 27                | 30                | 57                | 40                | 3                 | 2                 | 2                    | 4                    | 0                    |                      |                      |
| 2016-2017  | Hurricanes de Lethbridge         | LHOu       | 3                 | 1                 | 0                 | 1                 | 0                 | 12                | 3                 | 5                    | 8                    | 0                    |                      |                      |
| 2017-2018  | Hurricanes de Lethbridge         | LHOu       | 57                | 22                | 31                | 53                | 20                | 16                | 7                 | 6                    | 13                   | 14                   |                      |                      |
| 2018-2019  | Hurricanes de Lethbridge         | LHOu       | 68                | 34                | 50                | 84                | 30                | 7                 | 4                 | 4                    | 8                    | 2                    |                      |                      |
| 2019-2020  | Hurricanes de Lethbridge         | LHOu       | 51                | 38                | 47                | 85                | 38                | -                 | -                 | -                    | -                    | -                    |                      |                      |
| 2020-2021  | Sabres de Buffalo                | LNH        | 41                | 4                 | 9                 | 13                | 16                | -                 | -                 | -                    | -                    | -                    |                      |                      |
| 2021-2022  | Sabres de Buffalo                | LNH        | 79                | 13                | 25                | 38                | 55                | -                 | -                 | -                    | -                    | -                    |                      |                      |
| 2022-2023  | Sabres de Buffalo                | LNH        | 81                | 31                | 37                | 68                | 41                | -                 | -                 | -                    | -                    | -                    |                      |                      |
| 2023-2024  | Sabres de Buffalo                | LNH        | 79                | 18                | 29                | 47                | 42                | -                 | -                 | -                    | -                    | -                    |                      |                      |
| 2024-2025  | Sabres de Buffalo                | LNH        | 61                | 11                | 20                | 31                | 62                | -                 | -                 | -                    | -                    | -                    |                      |                      |
| 2024-2025  | Sénateurs d'Ottawa               | LNH        | Saison en cours ? | Saison en cours ? | Saison en cours ? | Saison en cours ? | Saison en cours ? | Saison en cours ? | Saison en cours ? | Saison en cours ?    | Saison en cours ?    | Saison en cours ?    | Saison en cours ?    | Saison en cours ?    |
| Totaux LNH | Totaux LNH                       | Totaux LNH | 280               | 66                | 100               | 166               | 154               | -                 | -                 | -                    | -                    | -                    |                      |                      |

### En équipe nationale
| Année | Équipe         | Compétition                 |    | PJ | B | A  | Pts | Pun               |  | Résultat |
| 2017  | Canada -17 ans | Défi mondial U17            | 6  | 1  | 6 | 7  | 0   | Médaille d'argent |  |          |
| 2019  | Canada -18 ans | Championnat du monde U18    | 7  | 4  | 5 | 9  | 4   | 4e place          |  |          |
| 2020  | Canada junior  | Championnat du monde junior | 7  | 2  | 7 | 9  | 4   | Médaille d'or     |  |          |
| 2021  | Canada junior  | Championnat du monde junior | 7  | 8  | 8 | 16 | 6   | Médaille d'argent |  |          |
| 2022  | Canada         | Championnat du monde        | 10 | 7  | 6 | 13 | 2   | Médaille d'argent |  |          |
| 2024  | Canada         | Championnat du monde        | 10 | 9  | 2 | 11 | 2   | 4e place          |  |          |

## Trophées et honneurs personnels

### Ligue de hockey de l'Ouest (LHOu)
- 2017-2018 : récipiendaire du trophée Jim-Piggott remis au joueur recrue par excellence